# Noemi Gerbelli
Naomi Gerbelli Capra (São Bernardo do Campo, 13 de junio de 1953 - São Paulo, 1 de diciembre de 2021) fue una actriz, productora y comediante brasileña. También fue la tía de la actriz Vanessa Gerbelli.

## Biografía
Noemi Gerbelli comenzó su carrera teatral en 1973. Logró el éxito con comedias populares entre el público, como Trair e Coçar É only Begin, Vacalhau e Binho, Porca Miséria, As Alegres Gulosas, entre otras.
En 1998 recibió el Premio APETESP a la Mejor Actriz, interpretando al personaje Cuca, en la obra No Reino das Águas Claras. Dirigió varios espectáculos como Jeitinho Brasileiro y As Irmãs Siamesas.
En TV Globo, Noemí participó en la miniserie La presencia de Anita, en la serie Os Normais, y en la telenovela Esperança, en el capítulo del falso matrimonio de los personajes Camili y Tony.
En 2004 fue contratada por RedeTV! para interpretar a Dona Porpeta, en el programa Vila Maluca. La serie estuvo proyectada hasta 2006, año en el que también actuó en el teatro con la obra As Cinzas de Mãe, junto a Kito Junqueira y Carlos Arruda. En 2007 Noemi interpretó a delegada en la serie A Diarista, actuó en la obra Os Sete Gatinhos junto a Nelson Xavier y Paulo Coronato, y también formó parte del elenco de la serie Sem Controle. Al año siguiente, participó en un capítulo de la telenovela A Favorita, como Sofia.
En 2012 fue contratada por SBT para interpretar a la directora Olívia en el remake de la telenovela Carrusel. En 2014, estando aún en SBT, actuó en la serie Patrulha Salvadora, un spin-off de la telenovela infantil, como delegada Olívia. Papel repetido en la caricatura del mismo nombre.
Al año siguiente, la directora Olívia vuelve a vivir en Carrusel: O Filme, y repite el mismo papel en Carrusel 2: O Sumiço de Maria Joaquina.

## Vida personal
Noemí era la viuda de Enzo, quien murió en 1988, cuando ella tenía 34 años, y con quien tuvo una hija, Bianca.
Gerbelli falleció la noche del 1 de diciembre de 2021, a los 68 años. La actriz había sufrido un accidente cerebrovascular (ACV) a principios de noviembre y, luego de un período en la UCI, se estaba recuperando en su casa, pero terminó sufriendo una embolia pulmonar. Su sobrina Vanessa Gerbelli anunció la muerte con un homenaje a su tía, en su cuenta de Instagram.

## Filmografía

### Cine
| Año  | Título                                        | Papel         |
| ---- | --------------------------------------------- | ------------- |
| 1985 | La carne marvada                              | Caipirinha    |
| 2008 | El día M                                      | Viuda         |
| 2015 | Carrusel: la película                         | Olivia Veider |
| 2016 | Carrusel 2: La desaparición de Maria Joaquina | Olivia Veider |

### Televisión
| Año         | Título                       | Papel                        |
| ----------- | ---------------------------- | ---------------------------- |
| 1978        | Telecurso                    |                              |
| 1981        | TV Cultura                   | Rita                         |
| 1982        | Renuncia                     | Drª. Edwiges                 |
| 1983        | Brazo de hierro              | Loreta                       |
| 1991        | Doris para mayores           | Ella misma                   |
| 1998        | Fascinação                   | Soraya da Silva Prates       |
| 2000        | Ô... Coitado!                | Geracia (ep: "El Rey Rossi") |
| 2001        | La presencia de Anita        | Susana                       |
| 2002        | los normales                 | Djanira                      |
| 2002        | Esperar                      | Vânia Junqueira              |
| 2004-06     | pueblo loco                  | Señorita porpeta             |
| 2007        | el cronista                  | Delegada Marta               |
| Sin control | Ella misma                   |                              |
| 2008        | La favorita                  | Sofía                        |
| 2008–10     | El show de tom               | Ella misma                   |
| 2011        | Sansón y Dalila              | Amor                         |
| 2012-13     | Carrusel                     | Olivia Veider                |
| 2014-15     | Patrulla de rescate          | Olivia Veider                |
| 2016        | Carrusel en dibujos animados | Olivia Veider                |
| 2017        | Carinha de Anjo              | Olivia Veider                |
| 2018        | Deus Salve o Rei             | Madre benedicto              |

### Teatro
| Año  | Título                                                          | Papel                                |
| ---- | --------------------------------------------------------------- | ------------------------------------ |
| 1971 | Mais Quero um Asno que me Carregue que um Cavalo que me Derrube |                                      |
| 1973 | Trair e Coçar É Só Começar                                      |                                      |
| 1978 | La farsa de Inês Pereira                                        | Leonor Vaz                           |
| 1983 | Señora S/A                                                      |                                      |
| 1992 | Porca Miséria                                                   |                                      |
| 1998 | En el reino de las aguas cristalinas                            | cabeza                               |
| 2002 | As Alegres Gulosas                                              | Pierda pajarito                      |
| 2003 | incluso los oídos                                               |                                      |
| 2005 | Cenizas de la madre                                             | Nair                                 |
| 2007 | Os Sete Gatinhos                                                |                                      |
| 2013 | La cigarra y la hormiga                                         | La cigarra / la hormiga / la maestra |
| 2014 | As Beatas                                                       |                                      |

## Premios y nominaciones
| Año  | Otorgar        | Categoría    | Trabaja                              | Resultado | Ref.   |
| ---- | -------------- | ------------ | ------------------------------------ | --------- | ------ |
| 1998 | Premio APETESP | Mejor actriz | En el reino de las aguas cristalinas | Ganadora  | [ 11 ] |